# Tour della nazionale maschile di rugby a 15 della Nuova Zelanda 1920
La Nazionale di rugby neozelandese  si reca in Tournée in Australia, ma disputa anche alcuni incontri contro selezioni provinciali neozelandesi. Solo la provincia di Auckland riesce ad imporre un pareggio.
Da segnalare che la Selezione ‘'Australiana'’ era in realtà quella del Nuovo Galles del Sud, in quanto la Rugby Union del Queensland, già colpita dalla scissione della ‘'Rugby League'’ si era di fatto sciolta dopo la prima guerra mondiale.
Probabilmente per tale motivi la federazione neozelandese non riconobbe queste partite come test-match ufficiali.

## Risultati
Sistema di punteggio: meta = 3 punti, Trasformazione=2 punti. Punizione e calcio da mark=  3 punti. drop = 4 punti. 
| Auckland 10 luglio 1920 | Auckland | 11 – 11 | Nuova Zelanda XV | (Eden Park) |

| Palmerston North 14 luglio 1920 | Manawatu- Horowhenua-Wanganui | 0 – 39 | Nuova Zelanda XV | (Showgrounds) |

| Arbitro: | T Bosward |

|                                         |           |                                                                            |
| mete: Fox, Lawton Wogan trasf: Lawton 3 | Marcatori | mete: Baird, Belliss 2 Donald, Steel Storey trasf: Roberts 2 drop: Tilyard |

| Taree 28 luglio 1920 | Manning River District | 9 – 70 | Nuova Zelanda XV | Taree Ground |

| Arbitro: | R. Brown |

|                        |           |                                          |
| mete: Bond c.p. Lawton | Marcatori | mete: Steel, Storey 2 Westtrasf: Roberts |

| Sydney 2 agosto 1920 | Metropolitan Union | 11 – 20 | Nuova Zelanda XV | Sydney University Oval |

| Sydney 4 agosto 1920 | A N.S.W. XV | 18 – 31 | Nuova Zelanda XV | Sydney (Sports Ground) |

| Arbitro: | R. Brown |

|                        |           |                                          |
| mete: Bond c.p. Lawton | Marcatori | mete: Steel, Storey 2 Westtrasf: Roberts |

| Sydney 11 agosto 1920 | Metropolitan Union | 5 – 79 | Nuova Zelanda XV | Sydney University Oval |

| Wellington (Nuova Zelanda) 18 agosto 1920 | Wellington | 3 – 3 | Nuova Zelanda XV | (Athletic Park) |